# Мыс Ван-дер-Линда
Мыс Ван-дер-Ли́нда — мыс на границе Охотского моря и Тихого океана. Крайняя юго-западная точка острова Уруп Большой Курильской гряды.

## Топоним
В дневнике оберштурмана экспедиции Мартина Геритсона Де Фриза Корнелиса Янса Куна мыс назван Caep van der Lijn в честь генерал-губернатора Голландской Ост-Индии Корнелиса ван дер Лейна (нидерл. Cornelis van der Lijn). При этом на карте самого Де Фриза мыс обозначен как С. vander Iyn. На карте Янссона 1658 года — С. vander Lyn. На голландской карте Питера ван дер Аа 1680 года — С. Vander Iyn, однако на врезке в правом углу название указано уже как С. Vander Lyn. Это связано с тем, что до стандартизации нидерландского языка дифтонг ij часто записывался буквой y, особенно в именах собственных. Соответственно, van der Lyn по-русски должно произноситься ван дер Лейн. На карте Филиппа Вандермелена из атласа Atlas universel de geographie physique, politique, statistique et mineralogique, sur l’echelle…, опубликованной в 1827 году, мыс уже назван «Ван-дер-Линд». Официально назван мысом Ван-дер-Линда в 2009 году.

## География
Находится на одноимённом полуострове. Образован западным склоном холма высотой 101,4 метра, вершина которого остроконечна. Мыс обрывистый и скалистый.
На севере омывается бухтой Новицкого Охотского моря, на юге — бухтой Гилева Тихого океана. Находится в восточной части пролива Фриза.
Средняя величина прилива у мыса — 1 метр, наибольшая глубина у берега — 22—45 метров.
На мысе с 1960 года функционирует одноимённый маяк и расположен посёлок для персонала.

## История
30 января 2012 года служащий маяка обнаружил возле мыса мотобот с затонувшей в Охотском море 18 декабря 2011 года буровой платформы «Кольская». Мотобот находился в пятидесяти метрах от берега на камнях.